# Sirop d'érable
Le sirop d'érable est une solution naturellement sucrée, fabriquée à partir de sève d'érable recueillie au début du printemps et concentrée par osmose inverse et ébullition.
La qualité du sirop d'érable produit change à mesure que la saison avance, d'un sirop doré au goût délicat à un sirop très foncé au goût prononcé. Des études démontrent que ce changement de qualité est dû à la quantité de bactéries qui augmente au fil de la saison.
La récolte de l'eau d'érable est l'acériculture.
Le sirop d'érable est récolté dans les forêts du nord-est de l'Amérique du Nord, particulièrement au Québec (trois quarts de la production mondiale et 95 % de la production canadienne). Il se vend aujourd'hui partout dans le monde, en particulier au Japon.

## Histoire

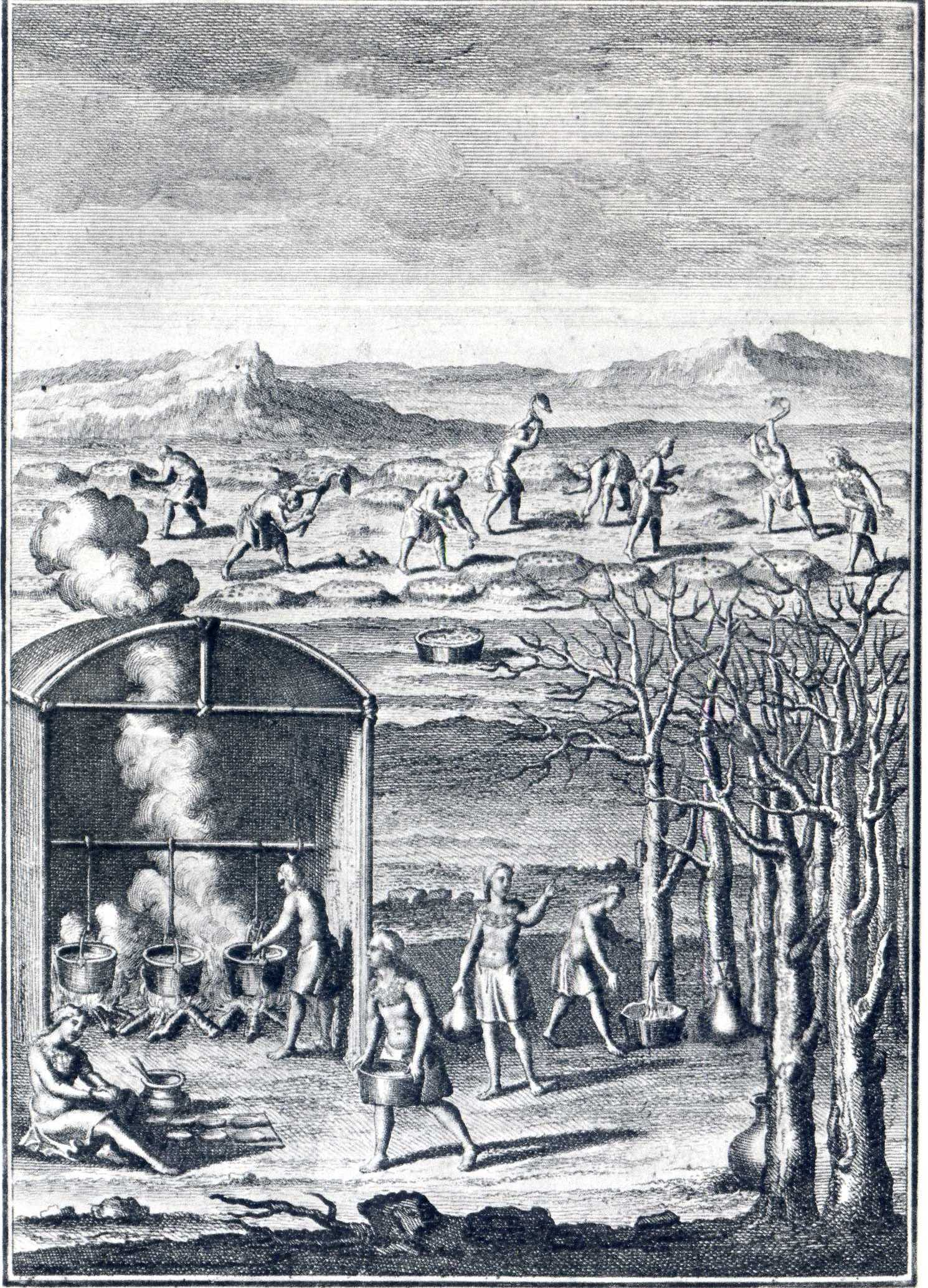
Fabrication du sirop d'érable par les Amérindiens en Nouvelle-France (XVIIIe siècle) par Joseph-François Lafitau.

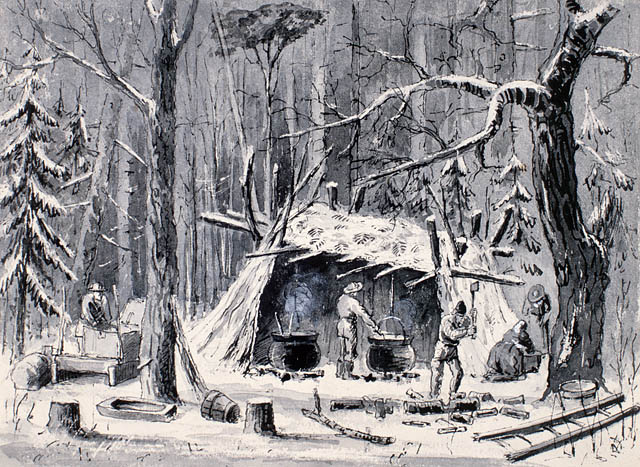
Exploitation traditionnelle et artisanale de l'eau d'érable

La méthode de transformation de l'eau d'érable en sirop était déjà connue et maîtrisée par les populations autochtones du Canada lors de l'arrivée des Européens. On s'en servait en particulier comme aliment tonique, au printemps. De nombreuses légendes autochtones mettent en scène le sirop d'érable.
Aujourd'hui, la consommation de sirop d'érable est généralisée au Québec et en Ontario où le sirop est parfois consommé au quotidien, se vendant à un prix relativement peu élevé. Le sirop d'érable est aussi populaire dans des pays comme le Japon ou l’Allemagne en tant qu'aliment exotique rare. Au Canada et aux États-Unis, le sirop peut être remplacé par le « sirop de table », de prix moins élevé, contenant du sirop de maïs et des arômes artificiels. Au Québec, on appelle péjorativement « sirop de poteau » le sirop de maïs ou tout autre type de sirop sucré considéré comme étant inférieur au sirop d’érable.
Pour évaluer les caractéristiques organoleptiques de l'érable, une "Roue des flaveurs de l'érable" a été créée par Agriculture et Agroalimentaire Canada.

## Fabrication

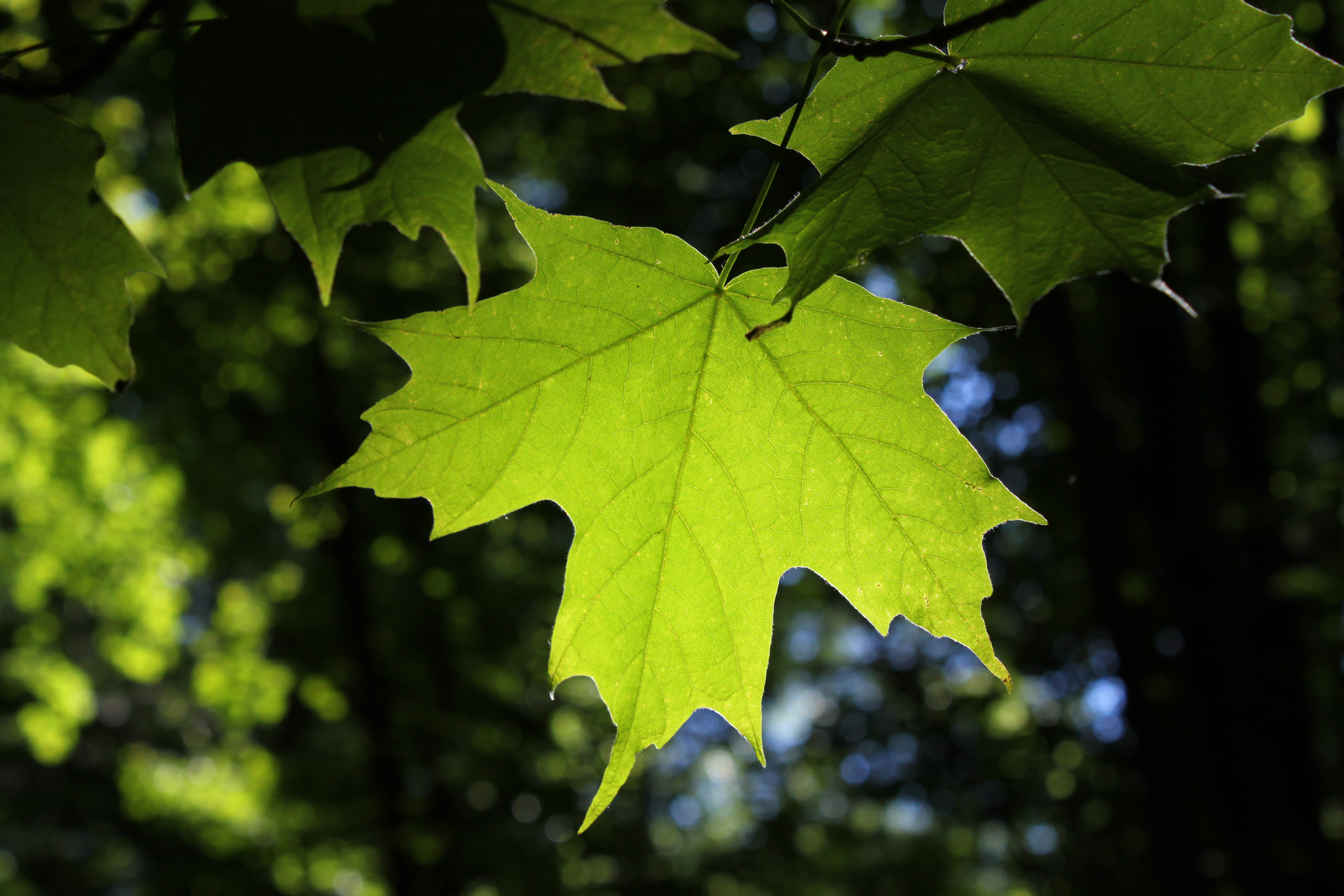
Feuille d'érable à sucre (acer saccharum).

Parmi les nombreuses espèces d'érables, trois sont principalement utilisées pour la production de sirop d'érable : l'érable noir (Acer nigrum) et l'érable à sucre (Acer saccharum) mais aussi l'érable rouge (Acer rubrum) dans une moindre proportion.
L'eau d'érable est majoritairement produite au Canada et sa transformation en sirop également — 78 % de la récolte mondiale — particulièrement au Québec (74 % de la production mondiale, 95 % de la production canadienne), avec une plus faible production en Ontario et au Nouveau-Brunswick. Il est aussi produit dans certains États des États-Unis d'Amérique, notamment au Vermont, dans l'État de New York, au Massachusetts, au New Hampshire, au Connecticut, au Maine, et en Pennsylvanie. Le climat caractéristique de ces régions à la fin de l’hiver est un facteur déterminant de la production de sirop d’érable.

### Récolte de l'eau d'érable

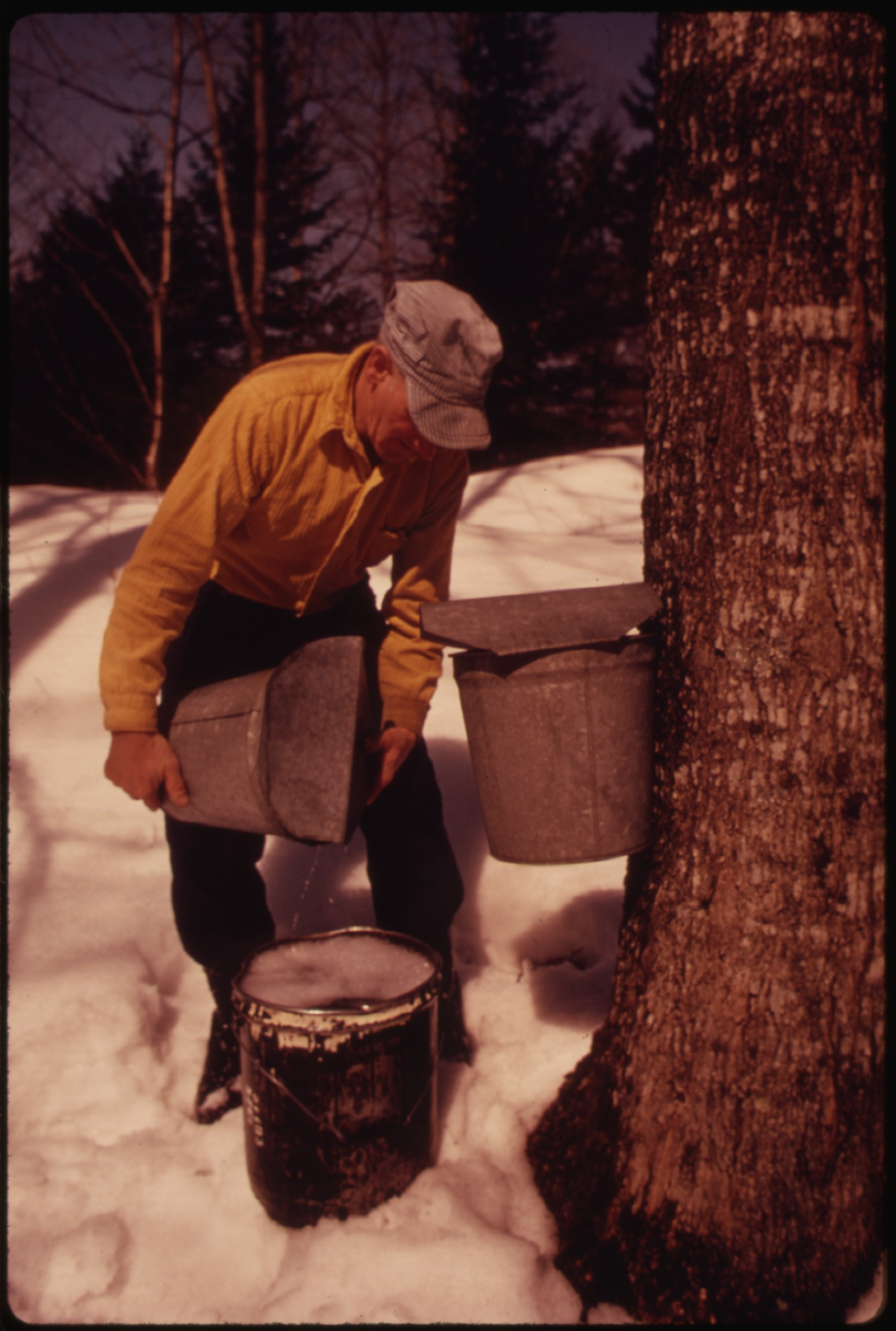
Récolte aux États-Unis, où la méthode est très semblable à celle du Québec.

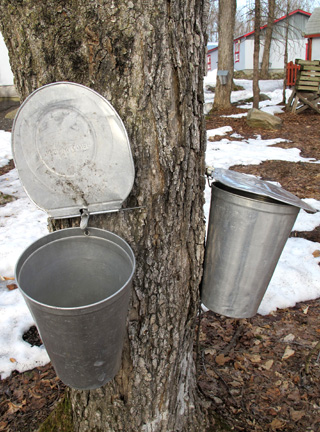
Seaux pour la récolte traditionnelle de l'eau d'érable.

Les acériculteurs collectent l'eau d'érable essentiellement à la fin de l'hiver ou au début du printemps, suivant les régions, lorsque les nuits de gel sont suivies par des jours de dégel (température diurne positive, journée idéalement ensoleillée, et température nocturne négative) — on appelle cette période la « saison des sucres » ou le « temps des sucres » au Québec. Une entaille (dans la version traditionnelle) permet de récupérer l'eau d'érable, liquide qui contient environ 2 % à 3 % de sucre. Ce sucre (essentiellement du saccharose) provient de la transformation printanière de l'amidon stocké dans les racines de l'arbre, sous l'action d'une enzyme (amylase), dès que la température des racines atteint au moins 1 °C. Au printemps, il monte sous l’écorce, à travers le xylème, dans la totalité de l'arbre afin de fournir l'énergie suffisante pour relancer son métabolisme.
L'eau d'érable (ou sève brute) est différente de la sève élaborée. Cette dernière, chargée de molécules organiques complexes provenant de la photosynthèse, n'est transportée depuis les feuilles vers les racines que lorsque le métabolisme de l'arbre est relancé. L'arrivée de la sève élaborée et de son goût amer marque la fin de la récolte d'eau d'érable.
On ne récolte jamais l'eau d'un érable dont le tronc fait moins de 20 cm de diamètre. La règle générale est donc d'attendre jusqu'à 45 ans après la plantation d'un érable avant de commencer à récolter son eau. Cependant, un érable à sucre peut vivre jusqu'à 300 ans, voire davantage. Il peut donc donner de l'eau à chaque printemps pendant un grand nombre d'années.

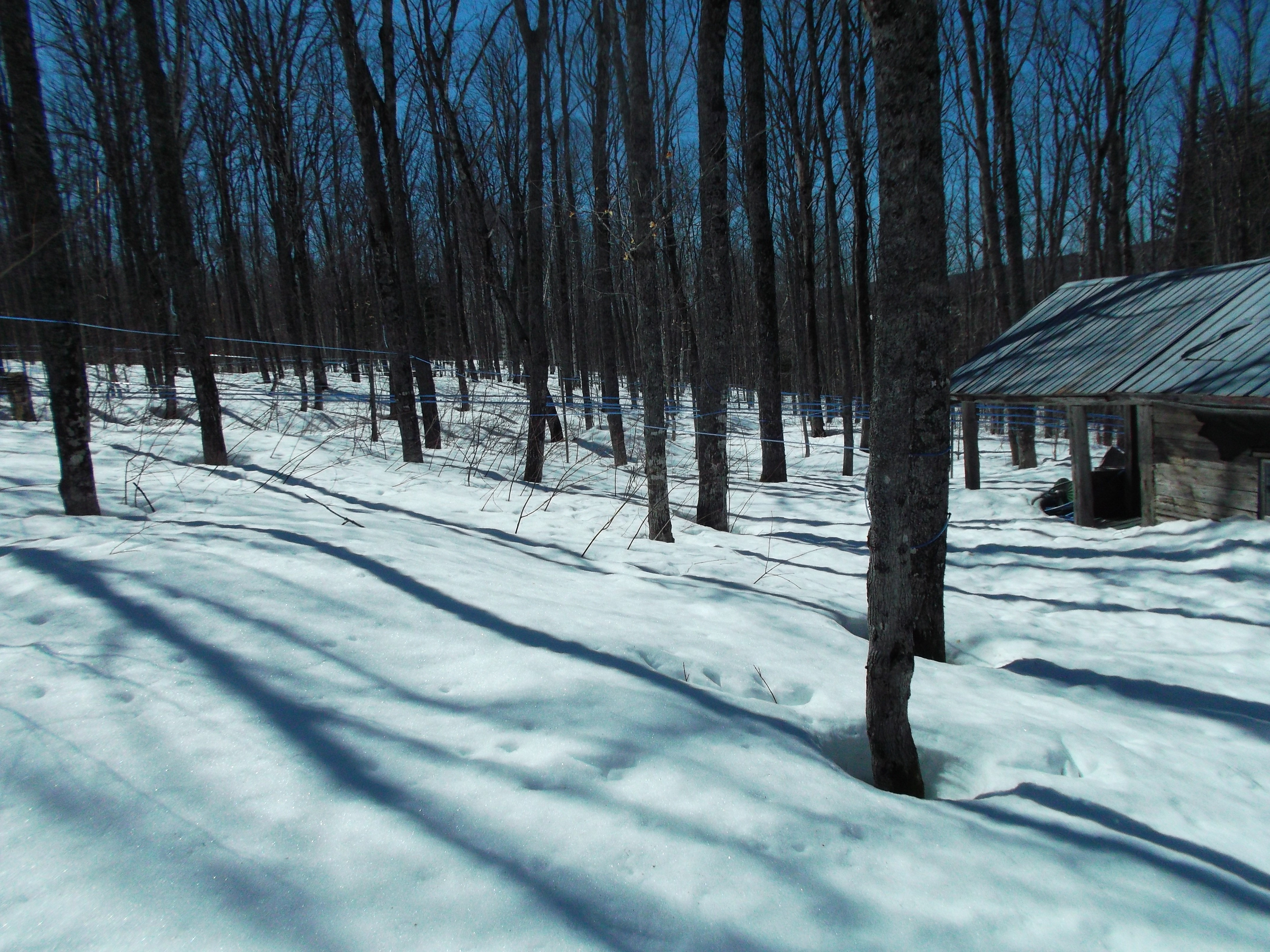
Système de tubulures en 2022.

La méthode traditionnelle de récolte au moyen de seaux tend à disparaitre de plus en plus, au profit de l'installation permanente d'un système de tubulures reliées à une ou des pompes à basse pression, ce qui évite une manipulation couteuse en temps et en efforts et augmente la production par arbre de plus de 50%

### Évaporation

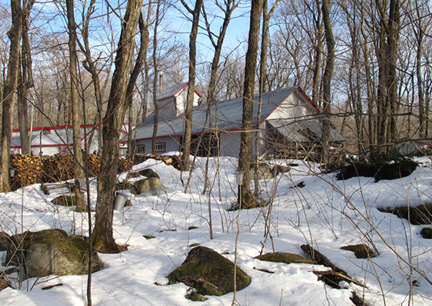
Cabane à sucre dans son érablière à Pont-Rouge au Québec.

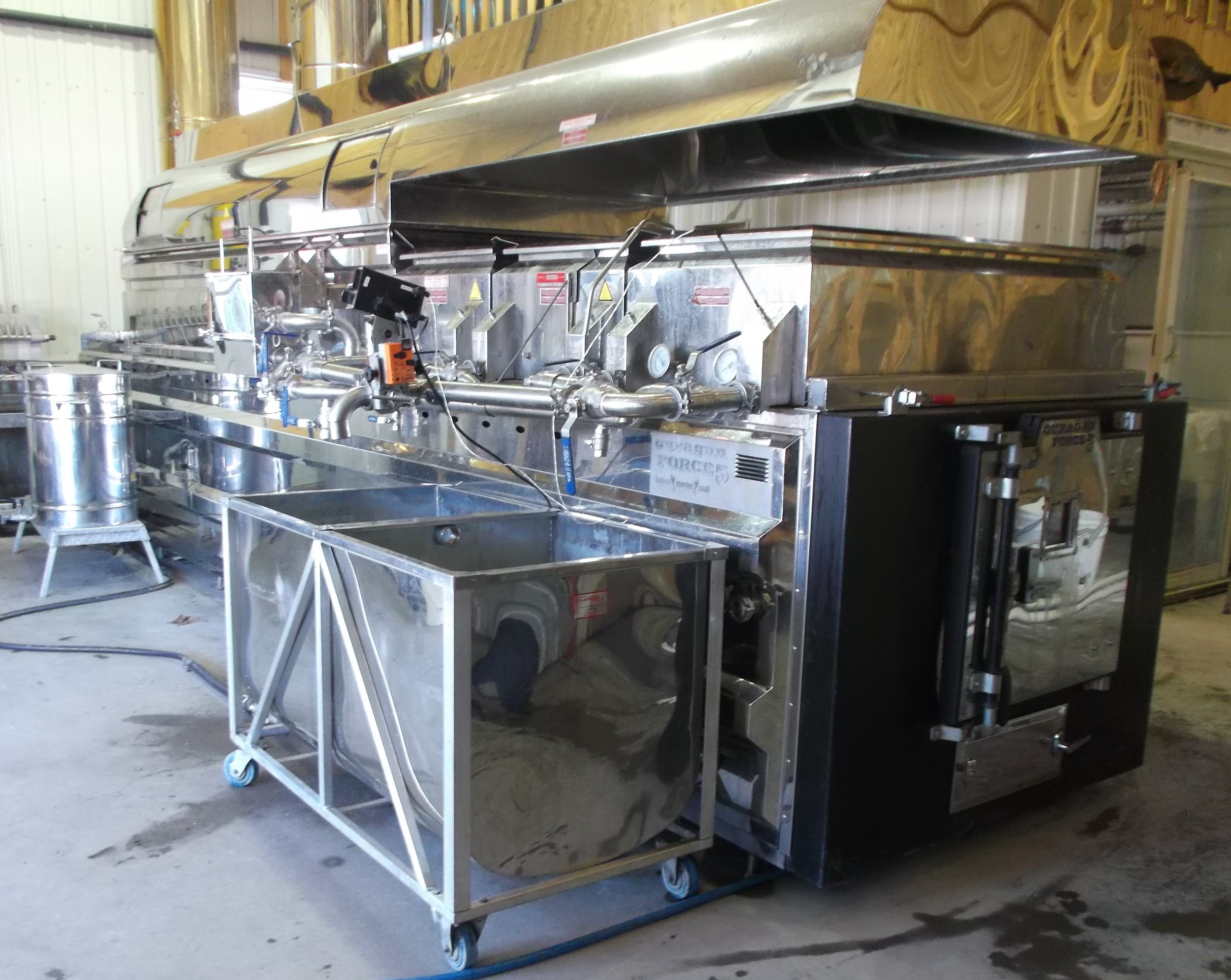
Évaporateur moderne, à osmose inverse puis bouillage

C'est uniquement après l'évaporation que l'eau devient plus consistante et donne naissance au sirop d'érable. Il faut entre 35 et 40 litres d'eau d'érable pour obtenir un litre de sirop. Le bouillage se fait dans un évaporateur (souvent appelé champion) chauffé traditionnellement au bois, mais dans certaines installations modernes au mazout ou à l'électricité. Dans la pratique industrielle, la technique de l'osmose inverse permet une première étape de concentration pour une dépense énergétique moindre.
Il est important d’atteindre le juste niveau d’évaporation car, si le sirop est trop dense, il cristallisera ; par contre, s'il est trop liquide, il risque de fermenter. La température idéale à donner au sirop d'érable est de 3,5 °C de plus que la température d'ébullition de l'eau pure, par exemple, à 101,3 kPa, l'eau pure bouillant à 100 °C, le sirop sera prêt lorsqu'il atteindra 103,5 °C. Il faut adapter ces valeurs à celle de la pression atmosphérique du lieu (altitude) et du moment. On peut aussi mesurer la densité du produit fini à l'aide d'un hydromètre ou son indice de réfraction à l'aide d'un réfractomètre. La fraction massique en saccharose doit correspondre à 66 degrés Brix au minimum.
Le sirop d'érable est ensuite classé par teinte : d'extra clair à foncé. Plus le sirop est clair, meilleure est la classe, mais moins le goût est prononcé. Le sirop le plus fin est fabriqué en mi-saison. Pendant longtemps, la préférence est allée vers un sirop d'érable qui soit le plus clair possible. Jusqu'au XVIIIe siècle, le sirop d'érable était principalement consommé directement par les producteurs ou par leurs proches. À l'époque, il était pour ces personnes plus difficile et plus cher d'obtenir du sucre de canne que du sirop d'érable. On cherchait à obtenir un sucre d'érable qui se rapproche le plus possible du sucre de canne. Aujourd'hui, certains reviennent à des sirops plus colorés car ils ont un goût plus prononcé.
Les différentes qualités de sirop et d'eau d'érable influent sur le processus, généralement réalisé à la cabane à sucre.

## Classification

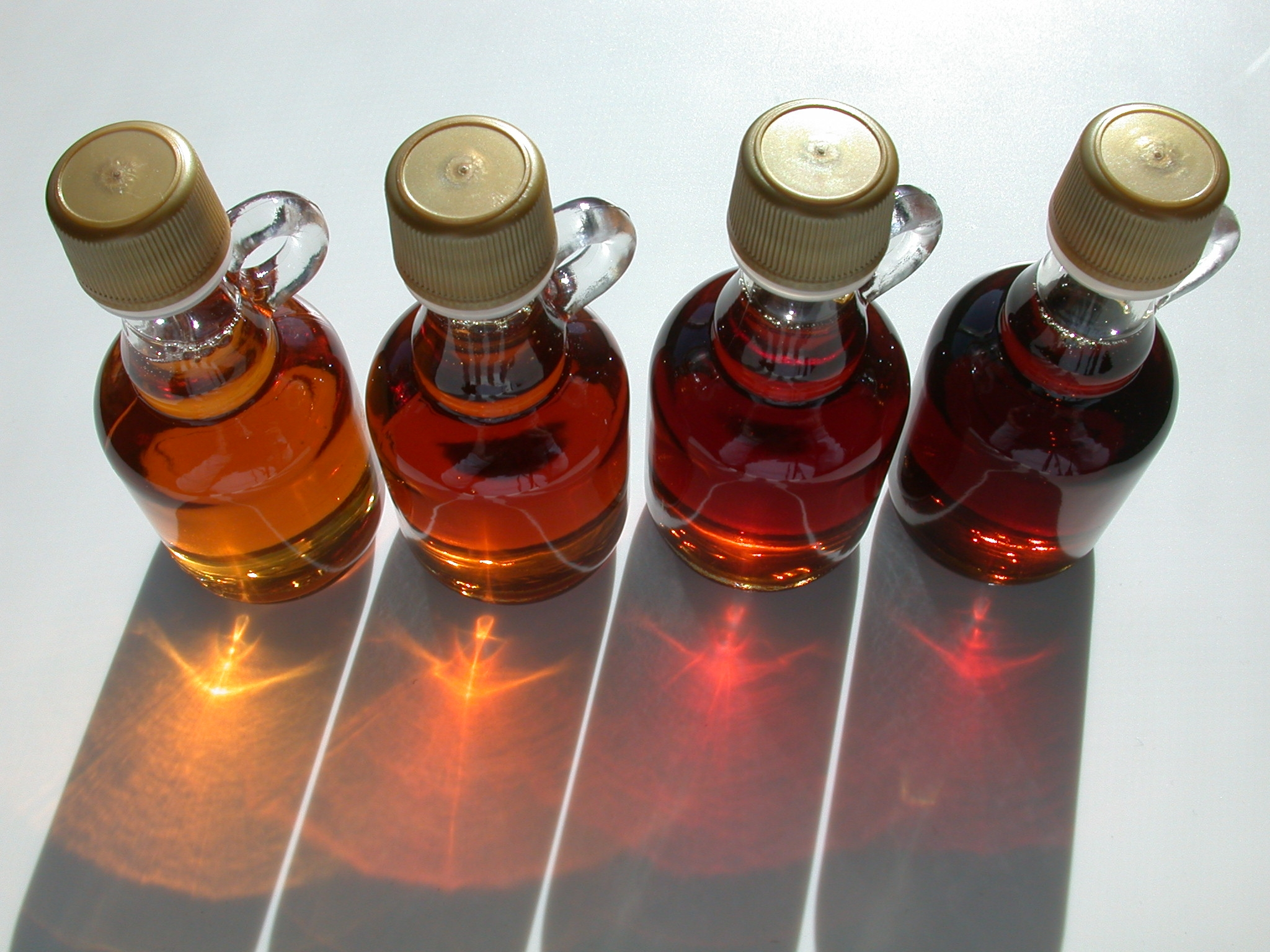
Différentes catégories de sirop d'érable.

Depuis 2020 les acériculteurs classent le sirop d'érable en utilisant une nouvelle méthode. L'association des Producteurs et productrices acéricoles du Québec a changé la méthode de classement pour la rendre moins péjorative. L’entièreté de la catégorie est maintenant de classe A et est déclinée en 4 variantes[réf. nécessaire] :
- Doré, goût délicat
- Ambré, goût riche
- Foncé, goût robuste
- Très foncé, goût prononcé.

Il existe au Canada, une classification en cinq niveaux, qui correspondent à cinq niveaux de transparence :
- 1 : Extra clair
  - La luminosité est supérieure à 75%, jusqu'à 80-82%, ce qui signifie dépourvu de bactéries. Sa saveur est ultra subtile et son usage est pur.

- 2 : Clair
  - La luminosité est entre 61 et 74%. Sa saveur est délicate et son usage est pur.

- 3 : Médium
  - La luminosité est entre 44 et 60%. Sa saveur est marquée et son usage est pour une sauce ou pour laquer une viande.
- 4 : Ambré
  - La luminosité est soutenue et son usage est idéal pour les gâteaux.

- 5 : Foncé
  - La luminosité est inférieur à 27%. Sa saveur est un peu brutale,il est riche en minéraux, et son usage est bon pour la confiserie.

## Certification biologique
Le sirop d'érable est issu d'une transformation alimentaire (concentration par évaporation) ne faisant appel à aucun additif. Pour le commerce, le sirop d'érable peut également obtenir la certification qu'il est produit selon le cahier des charges de l'agriculture biologique. Les normes attachées à cette certification de production agricole visent l’aménagement de l’érablière, la diversité végétale, la fertilisation éventuelle, le contrôle des ravageurs, l’entaillage, la collecte et la transformation de l’eau d’érable. Par ailleurs, le procédé d'osmose inverse est autorisé pour le sirop d'érable biologique. Toutefois, seules les membranes de type osmose inverse et nanofiltration (ultraosmose) sont autorisées (Cf.CAN/CGSB-32.310-2015 - Remplace CAN/CGSB-32.310-2006 - Modifiée en mars 2018 - 7.2.12.3 Osmoseur et membranes).
Les normes font l'objet d’un cahier des normes, respectées par les acériculteurs (agriculteurs spécialisés dans la culture de l'érable) et contrôlées de manière indépendante. Selon les sources, plus d'un quart (1/4) du sirop d’érable produit au Québec est certifié biologique,.
Des microbes sont également présents qui donnent cette sève unique.

## Composition
Le sirop d'érable contient principalement des glucides et de l’eau : une étude de 2007 relève en moyenne 68 % de saccharose, 0,4 % de glucose, 0,3 % de fructose et 31,7 % d'eau. Il est aussi riche en sels minéraux tels que le potassium (1 300-3 900 ppm), le calcium (400-2 800 ppm), le magnésium (12-360 ppm), le manganèse (2-220) et le phosphore (79-183 ppm). Il contient aussi des acides organiques tels que l'acide malique (de 0,1 à 0,7 %), et en moindre quantité les acides citrique, succinique et fumarique (moins de 0,06 ppm). Le pH du sirop d'érable varie entre 5,6 et 7,9.
L'apport énergétique d'une cuillère à table (15 ml) de sirop d'érable est de 50 kilocalories.

## Produits dérivés

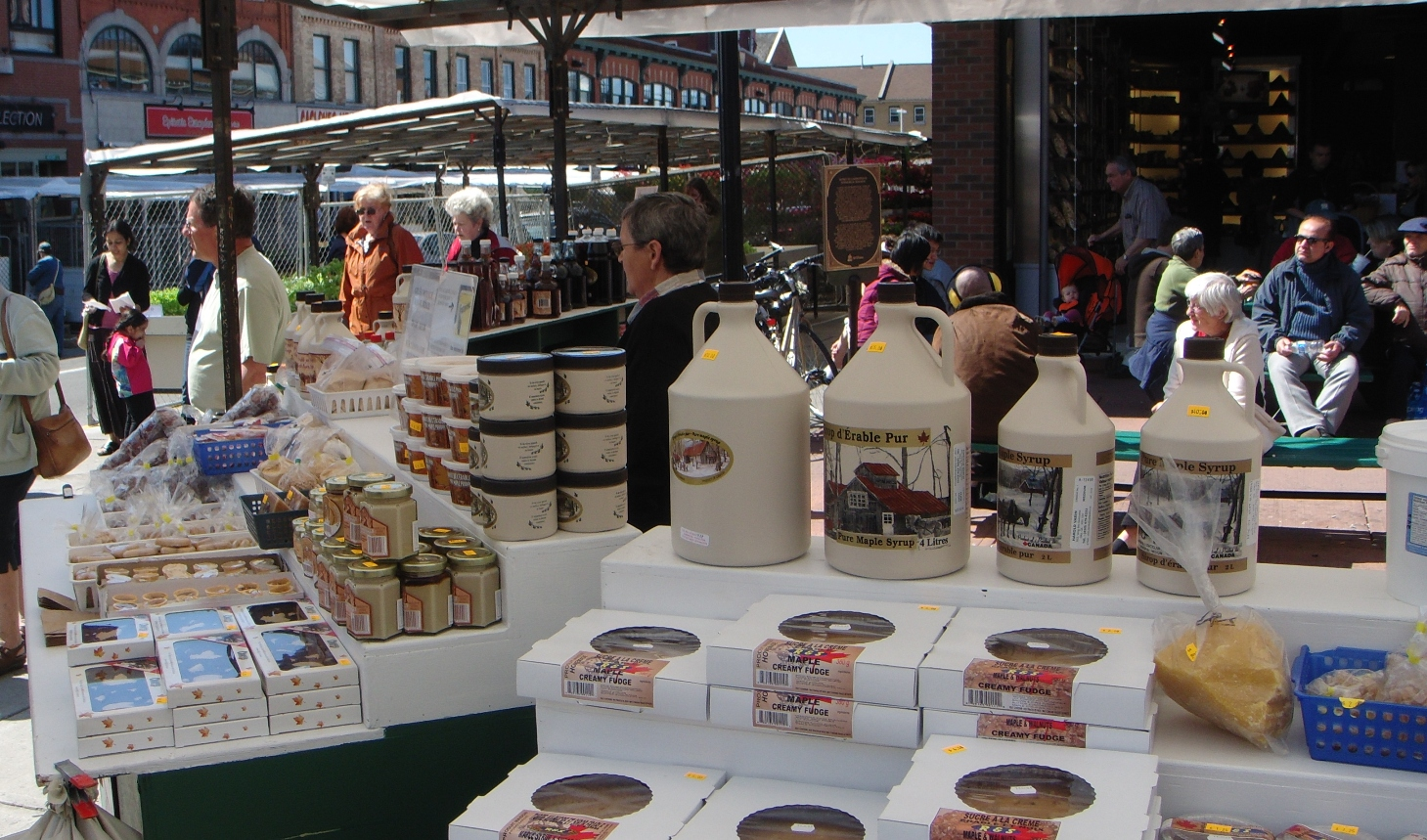
Étalage d'aliments à base de sirop d'érable à Ottawa.

Plus on réduit par évaporation le sirop, plus on obtient un produit consistant.
- La tire d'érable est constituée de sirop, chauffé jusqu'à avoir une consistance beaucoup plus ferme. Traditionnellement, on la dépose chaude sur de la neige, qui la fait refroidir, pour la déguster molle enroulée autour d'un bâton. Une fois refroidie, beaucoup plus dense, elle se vend aussi en pot et se mange à la cuillère.
- Le beurre d'érable, sorte de fondant qui peut être utilisé comme pâte à tartiner. Le beurre d'érable ne contient pas de matière grasse, seulement du sucre.
- Le sucre mou, moulé en pains, coulé en cornets ou en bonbons.
- Le sucre dur (appelé sucre d'érable), aussi moulé en pains ou en bonbons.
- L'acerum est une eau-de-vie faite au Québec à partir de sirop d'érable du Québec ou d'eau d'érable concentrée.

## Bienfaits sur la santé
Le sirop d'érable comporte des polyphénols et affiche une valeur ORAC (Oxygen Radical Absorbance Capacity) comparable à celle de fruits et légumes courants de notre alimentation, tel le brocoli. Il faut noter que l'USDA ne considère plus les valeurs ORAC comme ayant une valeur scientifique. L'eau d'érable et le sirop d'érable contiennent également d'importantes quantités de terpènes, et plus particulièrement d'acide abscissique. Cet acide est reconnu, entre autres, pour stimuler le relâchement de l'insuline par les cellules pancréatiques et accroître la sensibilité des cellules adipeuses à l'insuline, ce qui lui confère des propriétés thérapeutiques contre le syndrome métabolique et le diabète.
Le sirop d'érable du Canada renferme plus de 20 composés antioxydants selon des travaux du chercheur américain Navindra Seeram de l'Université de Rhode Island.
Une étude menée par des chercheurs de l'Université McGill en 2015 a montré qu'un concentré de sirop d'érable rend les bactéries plus vulnérables aux antibiotiques. Selon les chercheurs, cette découverte pourrait permettre d'atténuer les problèmes d'antibiorésistance et de réduire la quantité d'antibiotiques administrée à un patient,.
Une équipe de chercheurs de l'Université Laval a démontré des propriétés anti-inflammatoires d'une molécule présente dans le sirop d'érable, le québécol. Cette molécule, ainsi que d'autres molécules dérivées, pourrait permettre un nouveau traitement pour l'arthrite ainsi que d'autres maladies inflammatoires. Les chercheurs ont été capables de synthétiser le québécol en laboratoire, ainsi que ses molécules dérivées.

## Utilisations culinaires

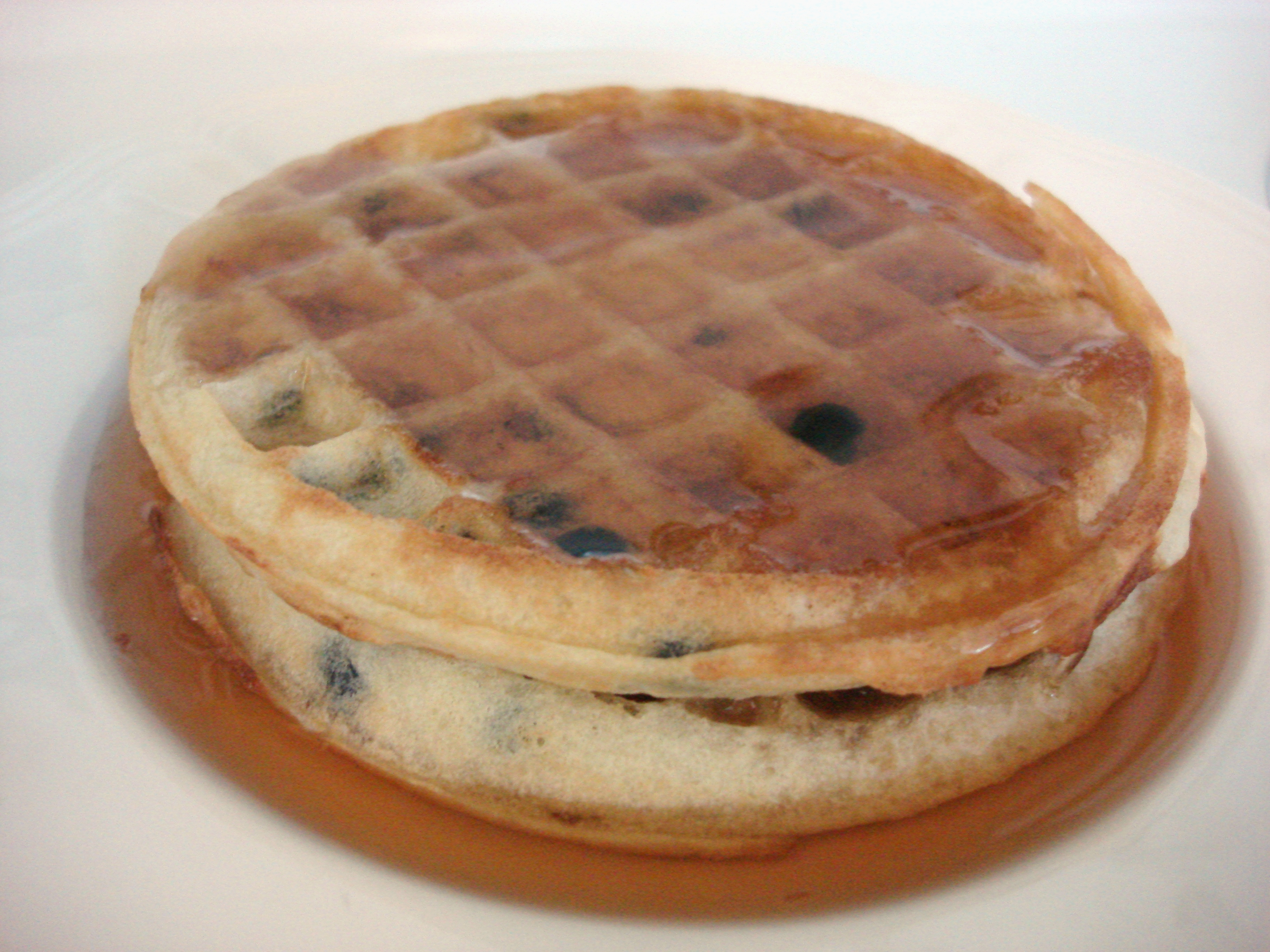
Gaufre accompagnée de sirop d'érable.

- La principale utilisation du sirop d’érable consiste à en verser sur des crêpes, des gaufres, du pain doré.
- À la place des fruits dans le yogourt nature pour en rehausser le goût. Il est aussi souvent ajouté aux céréales pour la même raison.
- On le mélange à la crème glacée, au parfum de vanille, nature ou chocolat, sous forme de sirop ou encore de brisures de pain de sucre d’érable, sa forme cristallisée, pour une texture plus croustillante.
- Des vins apéritifs, mousseux ou plats sont fabriqués par fermentation du sirop d’érable pur ou macéré avec d’autres herbes, plantes ou jus de fruits. Une distillation subséquente permet d’obtenir des liqueurs apéritives ou digestives, à des degrés divers de concentration éthylique. Des cuisines plus tendance, des pâtisseries également, usent judicieusement des divers alcools d’érable en finition ou en composition d’un mets, pour cuire, déglacer, flamber.
- On l’utilise dans plusieurs recettes, dont celle des « fèves au lard » qui consiste à les faire longuement cuire au four à feu doux dans la graisse de porc avec bouquet garni et à les servir toujours chaudes nappées de sirop dans un mélange sucré-salé. Ce plat québécois a traditionnellement utilisé la gourgane pour sa taille et sa richesse nutritive, mais toute autre fève cultivée localement remplissait bien cet office.
- On badigeonne de sirop d’érable certaines viandes, dont le porc, le jambon ou les côtes levées avant de les cuire. Sa saveur particulière, son goût sucré et ses arômes naturels pénètrent la viande et il caramélise la surface des morceaux de viande rôtis à laquelle il donne un glaçage brillant.

## Conseils
- Des cristaux de saccharose peuvent précipiter dans le sirop. Ce phénomène s'explique par un déséquilibre entre la quantité de sucre et d'eau contenue dans le sirop. Pour y remédier, il suffit de chauffer le sirop au bain-marie jusqu'à ce que les cristaux soient dissous.
- Lorsqu'on profite de la saison des sucres pour faire provision de sirop d'érable, celui-ci peut être conservé au réfrigérateur ou au congélateur jusqu'au printemps. Une fois la boîte de conserve[pas clair] ouverte, le contenu peut être transféré dans un récipient muni d'un couvercle hermétique.
- D'éventuelles pellicules blanchâtres (moisissures) peuvent se développer à la surface ; on les supprime en passant le sirop à travers un coton à fromage et en l'amenant à ébullition ; il est ensuite nécessaire de consommer rapidement le sirop.
- Lors de l'ébullition de l'eau d'érable, si celle-ci s'emporte[pas clair] et menace de déborder, comme le fait parfois le sucre chauffé, il suffit d'y ajouter une faible quantité de corps gras, comme de la crème ou du beurre.